# Darvid Kreepolrerk
Darvid Kreepolrerk (ดาวิชญ์ กรีพลฤกษ์), noto anche con lo pseudonimo di Tae (เต้) (Bangkok, 26 dicembre 1990), è un attore thailandese, famoso in particolare per l'interpretazione di Forth nella serie televisiva Duen kiao duen - 2Moons: The Series.
Dal 2017, insieme a quattro co-protagonisti di "Duen kiao duen - 2Moons: The Series", fa parte del gruppo musicale SBFIVE.

## Filmografia

### Cinema
- 11-12-13 Rak Kan Ja Tai, regia di Sarawut Wichiensarn (2016)
- Mahalai tiang kuen, regia di Piyabutr Athisuk, Kritsada Kaniwichaphon e Kanin Kulsumitrawong (2016)
- The Right One - cortometraggio (2018)

### Televisione
- Duen kiao duen - 2Moons: The Series - serie TV, 12 episodi (2017-in corso)
- Social Death Vote - serie TV, episodi 1x04 e 1x06 (2018)

## Discografia

### Singoli
- 2017 - Chai reu plao (con Thanapon Jarujitranon)

#### SBFIVE
- 2017 - WHENEVER